# Karl von Pelet
Karl Gerhard von Pelet (* 7. August 1742 in Glaubitten, im Kreis Rastenburg; † 28. August 1823 in Grunau, im Kreis Flatow) war ein preußischer Generalmajor.

## Leben

### Familie
Karl war Angehöriger des preußischen Adelsgeschlechts von Pelet und gehörte zur zweiten Familienlinie. Er war ein Sohn des Erbherrn auf Glaubitten, Eichenau und Plaschen, Peter Wilhelm von Pelet (1707–1777), und der Anna Charlotte von Bülow (1712–1792). Der Vater erhielt 1777 die preußische Adelsbestätigung und -erneuerung. Das Wappen war bereits 1744 zu Berlin bestätigt worden. Generalmajor Friedrich Wilhelm Heinrich von Pelet (1745–1820) war sein Bruder. Er selbst blieb unvermählt und starb kinderlos.

### Werdegang
Pelet studierte 1757 an der Universität Königsberg und trat im Anschluss 1760 als Fahnenjunker in das Dragonerregiment Nr. 5 der preußischen Armee ein. Mit diesem nahm er am Siebenjährigen Krieg, insbesondere der Belagerung von Schwednitz und dem Gefecht bei Reichenbach, teil. 1762 wurde er Fähnrich im Füsilierregiment Nr. 46, avancierte 1765 zum Sekondeleutnant, 1770 zum Premierleutnant und nahm am Bayerischen Erbfolgekrieg teil. 1782 wurde Pelet zum Stabskapitän befördert, stieg dann 1785 zum wirklichen Kapitän und Kompaniechef auf. Mit der Versetzung ins Füsilier-Bataillon Nr. 16 im Jahr 1789 war auch seine Beförderung zum Major verbunden. Im Dezember 1791 wurde Pelet Ritter des Ordens Pour le Mérite für ein von ihm erarbeitetes und umgesetztes Konzept zur Bekämpfung von Räubern in der Tucheler Heide. 1794 wurde er Chef des Füsilier-Bataillon Nr. 14 und avancierte im selben Jahr zum Oberstleutnant. Ebenfalls 1794 erhielt er die Erlaubnis, das Ordenskreuz des Domstift von Havelberg zu tragen. Pelet nahm am Kościuszko-Aufstand teil und wurde vor Warschau verwundet. Seine Beförderung zum Oberst erfolgte 1796. Im Folgejahr wurde er zu Werbungen in die Schweiz geschickt. Im Anschluss, noch im Jahre 1797, wurde Pelet Brigadier der niederschlesischen Füsilierbrigade. Endlich 1801 avancierte er zum Generalmajor. Er nahm noch an der Vierten Koalition teil und war seit 29. Oktober 1806 inaktiv.
Die Halbbrüder Gerhard von Pelet-Narbonne (1840–1909), preußischer Generalleutnant und Militärschriftsteller, sowie Raimund von Pelet-Narbonne (1856–1914), preußischer Generalleutnant, waren Neffen zweiten Grades, Kinder verschiedener Ehen des Karl Ferdinand Friedrich von Pelet (1812–1885), Gutsbesitzer auf Polanowice im westpreußischen Kreis Hohensalza.